# Mary Celine Fasenmyer
Mary Celine Fasenmyer, también conocida como Sor Celine Fasenmyer (en inglés: Sister Celine Fasenmyer; Crown, Estados Unidos, 4 de octubre de 1906 - Erie, Estados Unidos, 27 de diciembre de 1996) fue una matemática estadounidense conocida por su trabajo en funciones hipergeométricas y álgebra lineal.

## Biografía
Fasenmyer se crio en la zona petrolera de Pensilvania y mostró talento para las matemáticas desde el instituto. Durante los diez años siguientes a su graduación enseñó y estudió en el Mercyhurst College en Erie, donde se unió a las Hermanas de la Misericordia. Ya como monja, continuó sus estudios en matemáticas en Pittsburgh y en la Universidad de Míchigan, donde obtuvo su doctorado en 1946 bajo la dirección de Earl Rainville, con una disertación titulada Some Generalized Hypergeometric Polynomials (Algunos polinomios hipergeométricos generalizados).
Tras obtener su doctorado, Fasenmyer publicó otros dos artículos que extendían su trabajo doctoral. Este trabajo fue extendido adicionalmente por Doron Zeilberger y Herbert Wilf en la que se conoce como teoría WZ, que permitió la demostración por computadora de muchas identidades en combinatoria. Tras ello, Fasenmyer regresó a Mercyhurst para dedicarse a la enseñanza y no continuó con su investigación.

## Método de Sor Celine
Fasenmyer es recordada particularmente por el método que lleva su nombre, desarrollado por primera vez en su tesis doctoral, acerca de relaciones de recurrencia en series hipergeométricas. En su tesis probó un método puramente algorítmico para encontrar relaciones de recurrencia cumplidas por sumas de términos de un polinomio hipergeométrico, y solo necesita la expansión en serie del polinomio. Este método es propenso a la automatización por computadora. El trabajo de Wilf y Zeilberger generalizó el algoritmo y demostró su corrección.
Los polinomios hipergeométricos que estudió se conocen como polinomios de Sor Celine.

## Publicaciones
- Fasenmyer, Mary Celine (1947), «Some generalized hypergeometric polynomials», Bulletin of the American Mathematical Society, (1945 University of Michigan PhD thesis) 53 (8): 806-812, ISSN 0002-9904, doi:10.1090/S0002-9904-1947-08893-5.
- Fasenmyer, Mary Celine (1949), «A note on pure recurrence relations», The American Mathematical Monthly 56 (1): 14-17, ISSN 0002-9890.